# Эр-Рифаи
Эр-Рифаи (араб. الرفاعي‎) — город на юго-востоке Ирака, расположенный на территории мухафазы Ди-Кар. Административный центр одноимённого округа.

## Географическое положение
Город находится в северной части мухафазы, на берегах канала Шатт-эль-Гарраф, на высоте 8 метров над уровнем моря.
Эр-Рифаи расположен на расстоянии приблизительно 70 километров к северо-северо-западу (NNW) от Эн-Насирии, административного центра провинции и на расстоянии 227 километров к юго-востоку от Багдада, столицы страны.

## Население
По данным последней официальной переписи 1965 года, население составляло 7 552 человека.
Динамика численности населения города по годам:
| 1965  | 2012   |
| ----- | ------ |
| 7 552 | 20 925 |